# Ludmilla von Arseniew

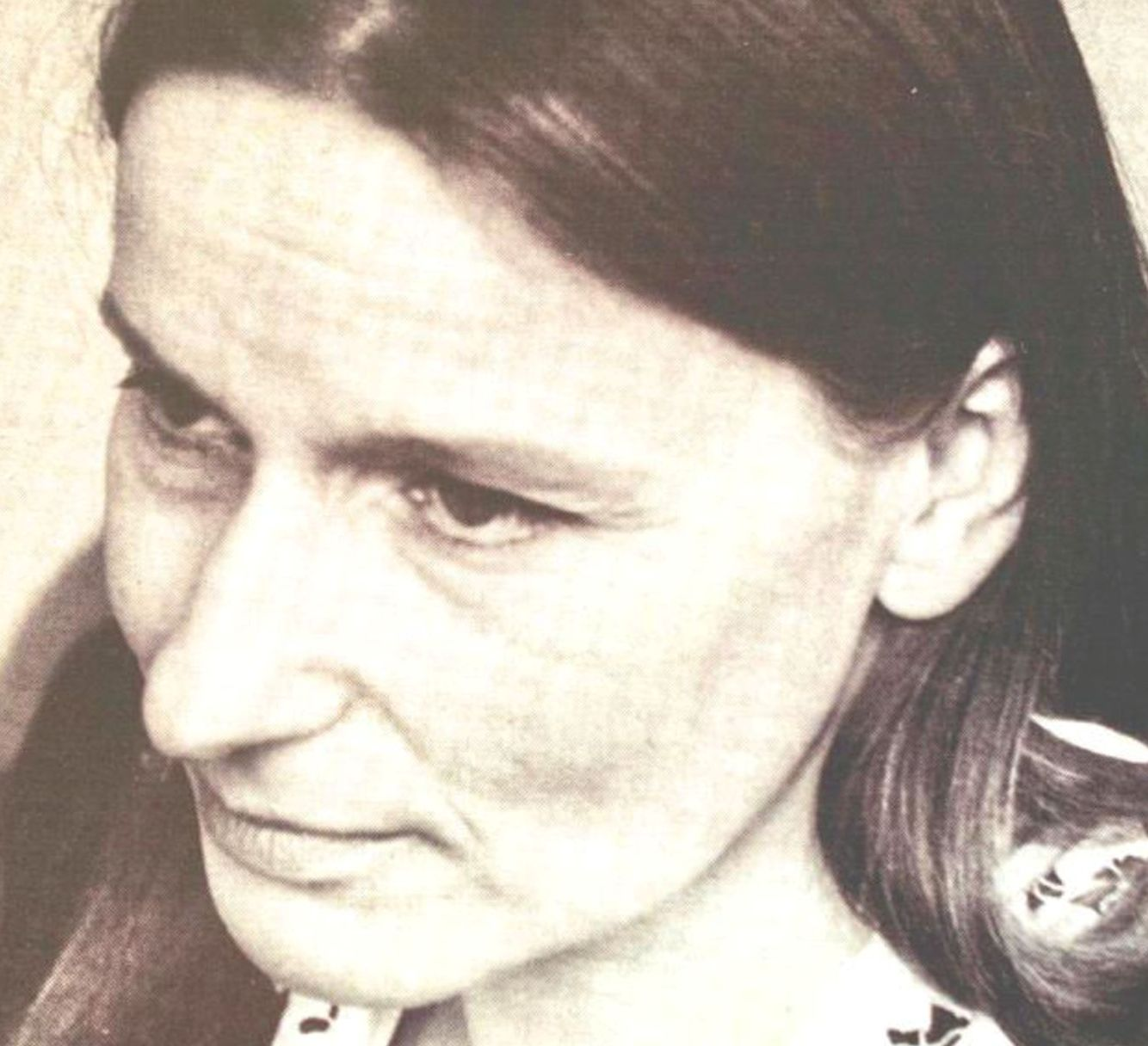
Ludmilla von Arseniew 1979 in Düsseldorf

Ludmilla von Arseniew (* 20. August 1939 in Wilna, Litauen; † 15. September 2022 in Griechenland) war eine deutsche Malerin russischer Herkunft.
Ludmilla von Arseniew war die Großnichte von Nikolaus von Arseniew. Sie studierte an den Universitäten in Saarbrücken, Hamburg, Köln und Düsseldorf Kunstgeschichte, Romanistik und Philosophie. Von 1960 bis 1965 studierte sie an der staatlichen Kunstakademie Düsseldorf bei Günter Grote. Von 1969 bis 1971 war sie wissenschaftliche Assistentin für Kunsterziehung an der Pädagogischen Hochschule Rheinland in Neuss. Von 1972 bis 2004 hatte sie eine Professur am Institut für Kunsterzieher Münster der staatlichen Kunstakademie Düsseldorf, seit 1986 an der Kunstakademie Münster. Sie gehörte zu den vier Gründungs-Lehrenden des Instituts, aus dem 1987 die Kunstakademie Münster hervorging, wo sie bis 2004 lehrte. Zudem nahm sie an vielen Gruppen- und Einzelausstellungen teil. Ihre Gemälde umfassen meistens Landschafts-, Natur- und Wasserdarstellungen in „manchmal kosmisch wirkenden Farbtönen“. 2018 übergab Ludmilla von Arseniew ihre Familiendokumente und eigene Kunstwerke, die das Thema Russland behandeln, an das Archiv der Forschungsstelle Osteuropa der Universität Bremen. Ein Jahr später schenkte sie dem Emschertal-Museum in Herne 69 Werke. U. a. wurden auch das Gustav-Lübcke-Museum in Hamm, das Markgräfler Museum in Müllheim und das Kunstmuseum Albstadt von ihr mit Schenkungen unterstützt. Sie starb während einer Studienreise auf einer griechischen Insel.

## Ausstellungen (Auswahl)
- Felder – Wasser – Felder, Reichsabtei Kornelimünster (1998)[9]
- Orte Malerei, Zeichnung, Städtische Galerie Albstadt (1990/91)
- Orte Malerei, Zeichnung, Städtische Galerie Penschkenhaus Moers (1991)